# Informatiebalk

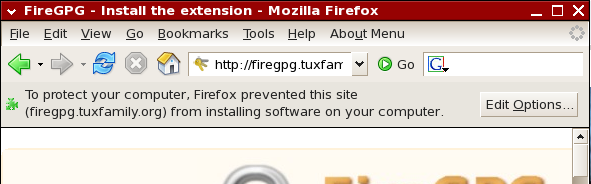
Een informatiebalk in Mozilla Firefox.

In een grafische gebruikersomgeving is een informatiebalk een widget waarmee informatie en opties getoond kunnen worden aan de gebruiker. Informatiebalken worden bijvoorbeeld gebruikt door Internet Explorer en Mozilla Firefox om een gebruiker te informeren over ontbrekende/geblokkeerde plugins en pop-ups of om een wachtwoord te laten onthouden. In Hotmail/Outlook.com worden informatiebalken bovenaan e-mails gebruikt om te waarschuwen voor geblokkeerde inhoud, spam en verdachte berichten.
Voor informatie die niet direct een reactie van de gebruiker verlangt, is deze vorm van communicatie minder storend dan dialoogvensters die de bezigheden van de gebruiker onderbreken. Bij een informatiebalk kan de gebruiker reageren wanneer dat uitkomt.